# Kyryliwka
Kyryliwka (ukrainisch Кирилівка; russisch Кирилловка Kirillowka) ist eine Siedlung städtischen Typs im Süden der ukrainischen Oblast Saporischschja mit etwa 3400 Einwohnern (2018).

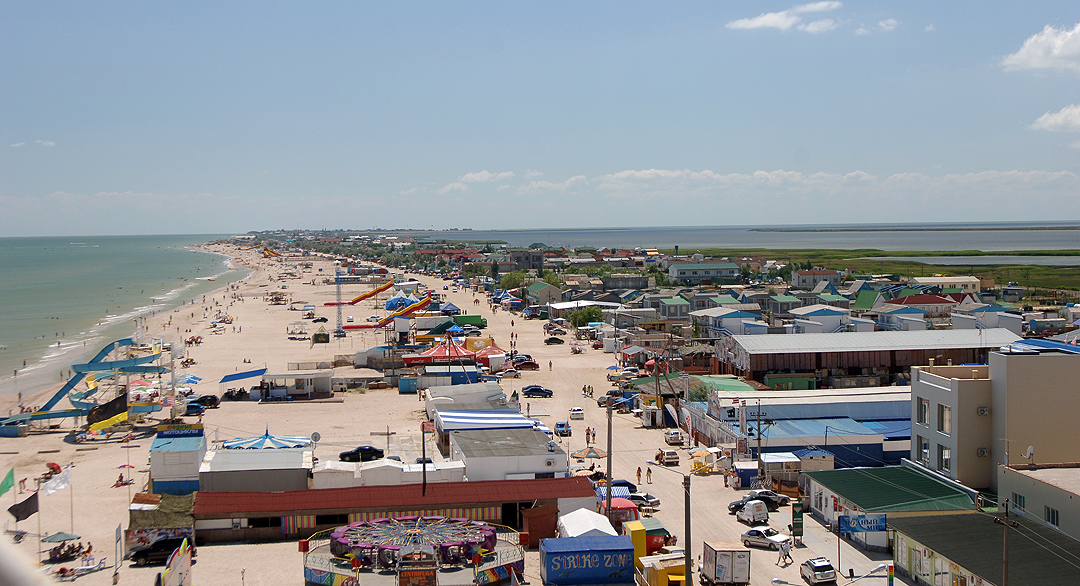
Strand an der Fedotowa-Nehrung

Kyryliwka liegt am Utljuk-Liman (ukrainisch Утлюкский лиман), am Molotschna-Liman und am Nordufer des Asowschen Meeres im Rajon Jakymiwka. Das ehemalige Rajonzentrum Jakymiwka ist über die Territorialstraße Т– 08–20 nach 44 km in nördliche Richtung zu erreichen.
Bei Kyryliwka beginnt die Fedotowa-Nehrung (ukrainisch Федо́това коса́), an deren Ende die Byrjutschyj-Insel liegt.
Der 1805 gegründete Ortschaft erhielt 1967 den Status einer Siedlung städtischen Typs. Am 29. September 2004 wurde das bis dahin selbstständige Dorf Asowske (Азовське) ein Teil der Siedlung.
Im März 2022 wurde der Ort durch russische Truppen im Rahmen des Russischen Überfalls auf die Ukraine eingenommen und befindet sich seither nicht mehr unter ukrainischer Kontrolle.

## Verwaltungsgliederung
Am 3. Juli 2017 wurde die Siedlung zum Zentrum der neugegründeten Siedlungsgemeinde Kyryliwka (Кирилівська селищна громада/Kyryliwska selyschtschna hromada). Zu dieser zählen auch die 7 in der untenstehenden Tabelle aufgelistetenen Dörfer, bis dahin bildete sie zusammen mit dem Dorf Lymanske die gleichnamige Siedlungsratsgemeinde Kyryliwka (Кирилівська селищна рада/Kyryliwska selyschtschna rada) im Norden des Rajons Jakymiwka.
Seit dem 17. Juli 2020 ist sie ein Teil des Rajons Melitopol.
Folgende Orte sind neben dem Hauptort Kyryliwka Teil der Gemeinde:
| Name                     | Name       | Name                   |
| ukrainisch transkribiert | ukrainisch | russisch               |
| ------------------------ | ---------- | ---------------------- |
| Atmanaj                  | Атманай    | Атманай (Atmanai)      |
| Kossych                  | Косих      | Косых                  |
| Lymanske                 | Лиманське  | Лиманское (Limanskoje) |
| Nowe                     | Нове       | Новое (Nowoje)         |
| Ochrimiwka               | Охрімівка  | Охримовка (Ochrimowka) |
| Solone                   | Солоне     | Солёное (Soljonoje)    |
| Wowtsche                 | Вовче      | Волчье (Woltschje)     |